# Arlene Raven
Arlene Raven (* 12. Juli 1944 als Arlene Rubin in Baltimore, Maryland; † 1. August 2006 in Brooklyn, New York) war eine US-amerikanische feministische Kunsthistorikerin, Autorin, Kunstkritikerin, Kuratorin und Lehrerin. Sie war Mitbegründerin verschiedener feministischer Kunstorganisationen in Los Angeles während der 1970er-Jahre.

## Leben und Werk

### Kindheit, Jugend, Studienzeit
Raven wuchs als Tochter von Joseph und Anette Rubin in einer Familie der jüdisch-amerikanischen Mittelschicht in Baltimore auf. Ihr Vater war Besitzer einer Bar, ihre Mutter Hausfrau. Sie schloss 1965 den Bachelor in Malerei am Hood College in Maryland ab und erhielt anschließend einen Masterabschluss von der George Washington University in Washington, D.C. 1975 schloss sie ihre Promotion in Kunstgeschichte an der Johns Hopkins University in Baltimore ab.

### Feministisches Engagement
Nachdem Raven 1972 die Conference of Women in Visual Arts an der Corcoran College of Art and Design in Washington, D.C besuchte – eine Konferenz mit Beiträgen von Kunsthistorikerinnen und Künstlerinnen, darunter Elaine de Kooning, Alice Neel, Judy Chicago, Miriam Schapiro und Linda Nochlin –, wurde ihr Interesse an der Kunst von Frauen bzw. der Frauen in der Kunst geweckt. Im folgenden Jahr wurde sie gemeinsam mit Judy Chicago und Sheila Levrant de Bretteville Mitbegründerin des Feminist Studio Workshop, einem 2-jährigen Studienprogramm für feministische Kunst sowie Mitbegründerin des Woman’s Building (Los Angeles), einem feministischen Kulturzentrum in Los Angeles. Dort lehrte Raven Kunstgeschichte und gründete 1977 das Lesbian Art Project (LAP), das Kunst von und über lesbische Künstlerinnen förderte. Zudem war sie Mitherausgeberin der Zeitschrift Chrysalis: A Magazine of Women’s Culture, die am Woman’s Building vertrieben wurde.
1983 zog Raven zu der Künstlerin Nancy Grossmann nach Manhattan, New York City, die fortan ihre Lebensgefährtin war. Mitte der 1980er-Jahre wurde sie leitende Kunstkritikerin der Zeitschrift Village Voice. Ihr Anliegen war es, die Arbeit von Künstlerinnen in dem – vorwiegend männlich dominierten – Kunstbetrieb zu unterstützen. Sie half dabei sowohl bekannten als auch weniger prominenteren Künstlerinnen, darunter Hannah Wilke, Pepón Osorio, Petah Coyne, Ik-Joong Kang und Annie Sprinkle.
Seit 2000 war Raven Critics-in-Residence an der Rinehart School of Sculpture des Maryland Institute College of Art (MICA).
Sie verstarb im Alter von 62 Jahren an Krebs.

## Auszeichnungen
Raven wurde 1999 mit dem Women’s Caucus of Art Lifetime Achievement Award sowie 2001 mit dem Frank Jewett Mather Award ausgezeichnet.

## Schriften
- Nancy Grossman, Hillwood Art Gallery, Washington, D.C. 1973.
- June Wayne: A Retrospective, Neuberger Museum of Art, New York City 1982.
- Crossing Over: Feminism and Art of Social Concern, UMI Research Press, Ann Arbor 1988.
- mit Cassandra L. Langer und Joanna Frueh: Feminist Art Criticism: An Anthology, Westview Press, Boulder 1988.
- Art in the Public Interest, UMI Research Press, Ann Arbor 1989.
- New Feminist Art Criticism: Art, Identity, Action, Westview Press, Boulder 1994.